# بيكيم كاستراتي
بيكيم كاستراتي (بالألبانية: Bekim Kastrati‏) هو لاعب كرة قدم ألباني في مركز الهجوم، ولد في 25 سبتمبر 1984 في بيخا في كوسوفو. شارك مع منتخب ألبانيا لكرة القدم. أما مع النوادي، فقد لعب مع آينتراخت براونشفايغ وأريس تسالونيكي وبوروسيا مونشنغلادباخ ودينامو درسدن وفورتونا دوسلدورف ونادي بونر ونادي فوبرتال الرياضي.

## وصلات خارجية
- الموقع الرسمي
- بيكيم كاستراتي على موقع قاعدة بيانات كرة القدم.إي يو (الإنجليزية)
- بيكيم كاستراتي على موقع بيانات كرة القدم. دي إي (الألمانية)
- بيكيم كاستراتي على موقع ناشيونال فوتبول تيمز (الإنجليزية)
- بيكيم كاستراتي على موقع Soccerway.com (الإنجليزية)
- بيكيم كاستراتي على موقع عالم كرة القدم.نت (الإنجليزية)